# Lista de episódios de Yo soy Franky
Abaixo está a lista de episódios da série colombiana Yo Soy Franky. Sua estreia ocorreu na Colômbia em 28 de setembro de 2015, e no Brasil, em 07 de março de 2016.

## Temporadas
| Temporada | Temporada | Temporada | Episódios | Episódios | Exibição Original      | Exibição Original      | Exibição no Brasil    | Exibição no Brasil     |
| Temporada | Temporada | Temporada | Episódios | Episódios | Estreia                | Final                  | Estreia               | Final                  |
| --------- | --------- | --------- | --------- | --------- | ---------------------- | ---------------------- | --------------------- | ---------------------- |
|           | 1         | 1         | 60        | 60        | 28 de setembro de 2015 | 18 de dezembro de 2015 | 7 de março de 2016    | 27 de maio de 2016     |
|           | 2         | 1 Parte   | 100       | 60        | 30 de maio de 2016     | 19 de agosto de 2016   | 25 de julho de 2016   | 14 de outubro de 2016  |
|           | 2         | 2 Parte   | 100       | 40        | 24 de outubro de 2016  | 16 de dezembro de 2016 | 31 de outubro de 2016 | 23 de dezembro de 2016 |

## 1ª Temporada (2015)
| # (Série) | # (Temporada) | Título                                                                        | Estreias                                   | Código de produção |
| --------- | ------------- | ----------------------------------------------------------------------------- | ------------------------------------------ | ------------------ |
| 1         | 1             | "O Nascimento" "Nace Franky"                                                  | 28 de setembro de 2015 7 de março de 2016  | 101                |
| 2         | 2             | "Franky Fora de Controle" "Franky fuera de control"                           | 29 de setembro de 2015 8 de março de 2016  | 102                |
| 3         | 3             | "Onde Está Franky?" "¿Donde esta Franky?"                                     | 30 de setembro de 2015 9 de março de 2016  | 103                |
| 4         | 4             | "Franky e Seus Hóspedes" "Franky y sus huéspedes"                             | 1 de outubro de 2015 10 de março de 2016   | 104                |
| 5         | 5             | "Franky vs. Christian" "Franky vs. Christian"                                 | 2 de outubro de 2015 11 de março de 2016   | 105                |
| 6         | 6             | "Franky: sem Bateria" "Franky sin batería"                                    | 5 de outubro de 2015 14 de março de 2016   | 106                |
| 7         | 7             | "O Segredo de Franky" "El Secreto de Franky"                                  | 6 de outubro de 2015 15 de março de 2016   | 107                |
| 8         | 8             | "Franky: Fora do Tom" "Franky: fuera del tono"                                | 7 de outubro de 2015 16 de março de 2016   | 108                |
| 9         | 9             | "Franky Não é uma Extraterrestre" "Franky es extraterrestre"                  | 8 de outubro de 2015 17 de março de 2016   | 109                |
| 10        | 10            | "Franky e Roby sem Segredos" "Franky y Roby sin secretos"                     | 9 de outubro de 2015 18 de março de 2016   | 110                |
| 11        | 11            | "A Avó de Franky: Tecnologia Zero" "La Abuela de Franky: Tecnología Cero"     | 12 de outubro de 2015 21 de março de 2016  | 111                |
| 12        | 12            | "Franky e Roby Trocam de Corpo" "Franky y Roby cambian de cuerpo"             | 13 de outubro de 2015 22 de março de 2016  | 112                |
| 13        | 13            | "Franky e Roby Ficam Famosos" "Franky y Roby Famosos"                         | 14 de outubro de 2015 23 de março de 2016  | 113                |
| 14        | 14            | "Franky e Roby: Um Amor de Novela" "Franky y Roby: Un amor de novela"         | 15 de outubro de 2015 24 de março de 2016  | 114                |
| 15        | 15            | "Franky e Seus Dois Namorados" "Franky y sus dos novios"                      | 16 de outubro de 2015 25 de março de 2016  | 115                |
| 16        | 16            | "Franky salva o Cyber" "Franky salva a Cyber"                                 | 19 de outubro de 2015 28 de março de 2016  | 116                |
| 17        | 17            | "Franky: não me esqueça" "Franky: no me olvides"                              | 20 de outubro de 2015 29 de março de 2016  | 117                |
| 18        | 18            | "Franky e Roby fora de contágio" "Franky y Roby fuera de contagios"           | 21 de outubro de 2015 30 de março de 2016  | 118                |
| 19        | 19            | "Franky e Roby adotados" "Franky y Roby adoptados"                            | 22 de outubro de 2015 31 de março de 2016  | 119                |
| 20        | 20            | "Franky e Roby clonados" "Franky y Roby clonados"                             | 23 de outubro de 2015 1 de abril de 2016   | 120                |
| 21        | 21            | "Franky e Roby e uma guerra de clones" "Franky y Roby y una guerra de clones" | 26 de outubro de 2015 4 de abril de 2016   | 121                |
| 22        | 22            | "Franky: a mais legal de todas" "Franky: la más buena de las buenas"          | 27 de outubro de 2015 5 de abril de 2016   | 122                |
| 23        | 23            | "Franky numa Comédia Musical" "Franky en Comedia Musical"                     | 28 de outubro de 2015 6 de abril de 2016   | 123                |
| 24        | 24            | "Franky conhce a tristeza" "Franky conoce de la tristeza"                     | 29 de outubro de 2015 7 de abril de 2016   | 124                |
| 25        | 25            | "As lágrimas de Franky" "Las lágrimas de Franky"                              | 30 de outubro de 2015 8 de abril de 2016   | 125                |
| 26        | 26            | "Franky bloqueia Tamara" "Franky bloquea a Támara"                            | 2 de novembro de 2015 11 de abril de 2016  | 126                |
| 27        | 27            | "Franky e sua primeira festa" "Franky y su primera fiesta"                    | 3 de novembro de 2015 12 de abril de 2016  | 127                |
| 28        | 28            | "Franky com ciumes" "Franky está celosa"                                      | 4 de novembro de 2015 13 de abril de 2016  | 128                |
| 29        | 29            | "Franky sem passado" "Franky sin pasado"                                      | 5 de novembro de 2015 14 de abril de 2016  | 129                |
| 30        | 30            | "Franky teve um sonho" "Franky tuvo un sueño"                                 | 6 de novembro de 2015 15 de abril de 2016  | 130                |
| 31        | 31            | "Franky já tem coração" "Franky tiene corazón"                                | 9 de novembro de 2015 18 de abril de 2016  | 131                |
| 32        | 32            | "Franky vs. Roby" "Franky vs. Roby"                                           | 10 de novembro de 2015 19 de abril de 2016 | 132                |
| 33        | 33            | "Franky: rumo a San Diego" "Franky a San Diego"                               | 11 de novembro de 2015 20 de abril de 2016 | 133                |
| 34        | 34            | "Franky em perigo" "Franky en peligro"                                        | 12 de novembro de 2015 21 de abril de 2016 | 134                |
| 35        | 35            | "Franky: uma garota normal" "Franky: una chica normal"                        | 13 de novembro de 2015 22 de abril de 2016 | 135                |
| 36        | 36            | "Franky: uma filha ideal" "Franky: una nuera ideal"                           | 16 de novembro de 2015 25 de abril de 2016 | 136                |
| 37        | 37            | "Franky e Roby inseparaveis" "Franky y Roby inseparables"                     | 17 de novembro de 2015 26 de abril de 2016 | 137                |
| 38        | 38            | "Franky: a prova de água" "Franky: a prueba de agua"                          | 18 de novembro de 2015 27 de abril de 2016 | 138                |
| 39        | 39            | "Franky e seu amigo secreto" "Franky y su amigo secreto"                      | 19 de novembro de 2015 28 de abril de 2016 | 139                |
| 40        | 40            | "Franky viciada na rede" "Franky adicta a la red"                             | 20 de novembro de 2015 29 de abril de 2016 | 140                |
| 41        | 41            | "Franky: sob o poder de Clara" "Franky: bajo el poder de Clara"               | 23 de novembro de 2015 02 de maio de 2016  | 141                |
| 42        | 42            | "O Blog de Franky" "El Blog de Franky"                                        | 24 de novembro de 2015 03 de maio de 2016  | 142                |
| 43        | 43            | "Franky: o filme" "Franky: la película"                                       | 25 de novembro de 2015 04 de maio de 2016  | 143                |
| 44        | 44            | "Franky e a Loba" "Franky y la Loba"                                          | 26 de novembro de 2015 05 de maio de 2016  | 144                |
| 45        | 45            | "Franky: em busca da felicidade" "Franky: en busca de la felicidad"           | 27 de novembro de 2015 06 de maio de 2016  | 145                |
| 46        | 46            | "Franky descobre a sua vocação" "Franky descubre su vocación"                 | 30 de novembro de 2015 09 de maio de 2016  | 146                |
| 47        | 47            | "Franky tem uma amiga perigosa" "Franky tiene una amiga peligrosa"            | 1 de dezembro de 2015 10 de maio de 2016   | 147                |
| 48        | 48            | "Franky na floresta" "Franky en el bosque"                                    | 2 de dezembro de 2015 11 de maio de 2016   | 148                |
| 49        | 49            | "A loteria" "La lotería"                                                      | 3 de dezembro de 2015 12 de maio de 2016   | 149                |
| 50        | 50            | "Franky salva a escola" "Franky salva el colegio"                             | 4 de dezembro de 2015 13 de maio de 2016   | 150                |
| 51        | 51            | "Franky e Roby sem rede" "Franky y Robby sin red"                             | 7 de dezembro de 2015 16 de maio de 2016   | 151                |
| 52        | 52            | "Franky e a boa ação" "Franky y una buena acción"                             | 8 de dezembro de 2015 17 de maio de 2016   | 152                |
| 53        | 53            | "Franky na final do App-A-Thon" "Franky en la final del App-A-Thon"           | 9 de dezembro de 2015 18 de maio de 2016   | 153                |
| 54        | 54            | "Franky e Roby tem terapia" "Franky y Robby tienen terapia"                   | 10 de dezembro de 2015 19 de maio de 2016  | 154                |
| 55        | 55            | "Uma menina perigosa?" "¿Una chica peligrosa?"                                | 11 de dezembro de 2015 20 de maio de 2016  | 155                |
| 56        | 56            | "Franky e a avó de Christian" "Franky y la abuela de Christian"               | 14 de dezembro de 2015 23 de maio de 2016  | 156                |
| 57        | 57            | "Franky: uma menina responsável" "Franky: una chica responsable"              | 15 de dezembro de 2015 24 de maio de 2016  | 157                |
| 58        | 58            | "O Concurso de Androides (Parte 1)" "El Concurso de los Androides (Parte 1)"  | 16 de dezembro de 2015 25 de maio de 2016  | 158                |
| 59        | 59            | "O Concurso de Androides (Parte 2)" "El Concurso de los Androides (Parte 2)"  | 17 de dezembro de 2015 26 de maio de 2016  | 159                |
| 60        | 60            | "Franky: O Grande Final" "Franky: ¡El Gran Final"                             | 18 de dezembro de 2015 27 de maio de 2016  | 160                |

## 2ª Temporada (2016)
| # (Série) | # (Temporada) | Título                                                                                        | Estreias                                      | Código de produção |
| 1ª Parte  | 1ª Parte      | 1ª Parte                                                                                      | 1ª Parte                                      | 1ª Parte           |
| --------- | ------------- | --------------------------------------------------------------------------------------------- | --------------------------------------------- | ------------------ |
| 61        | 1             | "O Retorno" "El Regreso"                                                                      | 30 de maio de 2016 25 de julho de 2016        | 201                |
| 62        | 2             | "Minha Namorada é um Robô" "Mi novia es un robot"                                             | 31 de maio de 2016 26 de julho de 2016        | 202                |
| 63        | 3             | "Franky e Tamara: Tudo ou Nada?" "Franky y Tamara, a todo o nada?"                            | 01 de junho de 2016 27 de julho de 2016       | 203                |
| 64        | 4             | "Franky vs A Liga Anti-Robôs" "Franky vs La Liga Anti-Robot"                                  | 02 de junho de 2016 28 de julho de 2016       | 204                |
| 65        | 5             | " Franky... O Fim do Amor " "Franky, el fin del amor"                                         | 03 de junho de 2016 29 de julho de 2016       | 205                |
| 66        | 6             | "A Nova Vida da Franky" "La nueva vida de Franky"                                             | 06 de junho de 2016 01 de agosto de 2016      | 206                |
| 67        | 7             | "Franky e seus Androides" "Franky y sus androides"                                            | 07 de junho de 2016 02 de agosto de 2016      | 207                |
| 68        | 8             | "Franky e a Gêmea" "Franky y la gemela"                                                       | 08 de junho de 2016 03 de agosto de 2016      | 208                |
| 69        | 9             | "A Desilusão de Franky" "La desilución de Franky"                                             | 09 de junho de 2016 04 de agosto de 2016      | 209                |
| 70        | 10            | "Franky e o Chip da Maldade" "Franky y el chip de la maldad"                                  | 10 de junho de 2016 05 de agosto de 2016      | 210                |
| 71        | 11            | "Franky Provoca Epidemia de Beijos" "Franky provoca epidemia de besos"                        | 13 de junho de 2016 08 de agosto de 2016      | 211                |
| 72        | 12            | "Franky e Cristian, um Amor Secreto" "Franky y Christian, un Amor Secreto"                    | 14 de junho de 2016 09 de agosto de 2016      | 212                |
| 73        | 13            | "Franky e Treze São Namorados" "¿Franky y Trece son novios?"                                  | 15 de junho de 2016 10 de agosto de 2016      | 213                |
| 74        | 14            | "Franky, A Obsessão de Treze" "Franky, la obsesión de Trece"                                  | 16 de junho de 2016 11 de agosto de 2016      | 114                |
| 75        | 15            | "A Ira de Franky" "La Ira de Franky"                                                          | 17 de junho de 2016 12 de agosto de 2016      | 215                |
| 76        | 16            | "Franky Descobre a sua Mãe" "Franky descubre a su mamá"                                       | 20 de junho de 2016 15 de agosto de 2016      | 216                |
| 77        | 17            | "Franky e sua Amiga de Infância " "Franky y su amiga de la Infancia"                          | 21 de junho de 2016 16 de agosto de 2016      | 217                |
| 78        | 18            | "Franky Corre Perigo" "Frank Peligro"                                                         | 22 de junho de 2016 17 de agosto de 2016      | 218                |
| 79        | 19            | "A Avó de Franky, O Retorno" "La Abuela de Franky, El Regreso"                                | 23 de junho de 2016 18 de agosto de 2016      | 219                |
| 80        | 20            | "Franky, O Grande Androide" "Franky el gran androide"                                         | 24 de junho de 2016 19 de agosto de 2016      | 220                |
| 81        | 21            | "Franky e os Falsos Androides" "Franky y los falsos androides"                                | 27 de junho de 2016 22 de agosto de 2016      | 221                |
| 82        | 22            | "As Mãos de Franky" "Las Manos de Franky"                                                     | 28 de junho de 2016 23 de agosto de 2016      | 222                |
| 83        | 23            | "Franky e o Aplicativo de Detectar Androides" "Franky y la máquina de detectar androides"     | 29 de junho de 2016 24 de agosto de 2016      | 223                |
| 84        | 24            | "Franky Protegida Pela Mãe" "Franky protegida por mamá"                                       | 30 de junho de 2016 25 de agosto de 2016      | 224                |
| 85        | 25            | "Franky, Uma Concorrente Desleal" "Franky, una competidora desleal"                           | 01 de julho de 2016 26 de agosto de 2016      | 225                |
| 86        | 26            | "Franky É Uma Mentirosa?" "¿Franky es una mentirosa?"                                         | 04 de julho de 2016 29 de agosto de 2016      | 226                |
| 87        | 27            | "Franky Já Tem Olfato" "Franky tiene Olfato"                                                  | 05 de julho de 2016 30 de agosto de 2016      | 227                |
| 88        | 28            | "Franky Tem Poderes" "Franky tiene Poderes"                                                   | 06 de julho de 2016 31 de agosto de 2016      | 228                |
| 89        | 29            | "Franky Está Ansiosa" "Franky está ansiosa"                                                   | 07 de julho de 2016 01 de setembro de 2016    | 229                |
| 90        | 30            | "Franky Canta ao Vivo" "Franky canta en vivo"                                                 | 08 de julho de 2016 02 de setembro de 2016    | 230                |
| 91        | 31            | "Franky e Seus Androides São Descobertos " "Franky y sus androides al descubrimiento"         | 11 de julho de 2016 05 de setembro de 2016    | 231                |
| 92        | 32            | "A Liderança de Franky" "El liderazgo de Franky"                                              | 12 de julho de 2016 06 de setembro de 2016    | 232                |
| 93        | 33            | "Franky É um Robô" "Franky es un robot"                                                       | 13 de julho de 2016 07 de setembro de 2016    | 233                |
| 94        | 34            | "Franky e a Avó, a Luta Continua" "Franky y la abuela, la lucha continúa"                     | 14 de julho de 2016 08 de setembro de 2016    | 234                |
| 95        | 35            | "Franky+ Festa" "Franky + Fiesta"                                                             | 15 de julho de 2016 09 de setembro de 2016    | 235                |
| 96        | 36            | "Franky ao Resgate de Roby" "Franky al rescate de Roby"                                       | 18 de julho de 2016 12 de setembro de 2016    | 236                |
| 97        | 37            | "Franky Apaixonada por AndroMax?" "¿Franky enamorada de Andromax?"                            | 19 de julho de 2016 13 de setembro de 2016    | 237                |
| 98        | 38            | "Franky, A Líder do Miau" "Franky, la líder de Miau"                                          | 20 de julho de 2016 14 de setembro de 2016    | 238                |
| 99        | 39            | "Franky e a Prova de Fidelidade" "Franky y la prueba de la fidelidad"                         | 21 de julho de 2016 15 de setembro de 2016    | 239                |
| 100       | 40            | "Franky não é mais Franky" "Franky ya no es Franky"                                           | 22 de julho de 2016 16 de setembro de 2016    | 240                |
| 101       | 41            | "O Fã da Franky" "El fan de Franky"                                                           | 25 de julho de 2016 19 de setembro de 2016    | 241                |
| 102       | 42            | "Os Defeitos da Franky" "Los defectos de Franky"                                              | 26 de julho de 2016 20 de setembro de 2016    | 242                |
| 103       | 43            | "Franky em Curto Circuito" "Franky en Corto Circuito"                                         | 27 de julho de 2016 21 de setembro de 2016    | 243                |
| 104       | 44            | "Franky e a Preguiça" "Franky tiene pereza"                                                   | 28 de julho de 2016 22 de setembro de 2016    | 244                |
| 105       | 45            | "Franky, Uma Garota Virtual" "Franky, una chica virtual"                                      | 29 de julho de 2016 23 de setembro de 2016    | 245                |
| 106       | 46            | "Franky E A Festa À Fantasia" "Franky y la fiesta de disfraces"                               | 01 de agosto de 2016 26 de setembro de 2016   | 246                |
| 107       | 47            | "Franky E Benjamín Irmãos" "Franky y Benjamín hermanos"                                       | 02 de agosto de 2016 27 de setembro de 2016   | 247                |
| 108       | 48            | "Franky E O Livro Dos Segredos" "Franky y el libro de los secretos"                           | 03 de agosto de 2016 28 de setembro de 2016   | 248                |
| 109       | 49            | "Franky Ganha Paladar" "Franky tiene gusto"                                                   | 04 de agosto de 2016 29 de setembro de 2016   | 249                |
| 110       | 50            | "Franky Ao Resgate Da Mamãe" "Franky Al Rescate De Mamá"                                      | 05 de agosto de 2016 30 de setembro de 2016   | 250                |
| 111       | 51            | "Franky Pega Uma Gripe" "Franky Tiene Gripe"                                                  | 08 de agosto de 2016 03 de outubro de 2016    | 251                |
| 112       | 52            | "Franky e o super exterminador" "Franky y el súper exterminador"                              | 09 de agosto de 2016 04 de outubro de 2016    | 252                |
| 113       | 53            | "Franky: Protótipo Doze" "Franky: prototipo Doce"                                             | 10 de agosto de 2016 05 de outubro de 2016    | 253                |
| 114       | 54            | "Franky e o segredo de Roby" "Franky y el secreto de Roby"                                    | 11 de agosto de 2016 06 de outubro de 2016    | 254                |
| 115       | 55            | "Franky no concurso de Bandas" "Franky en el concurso de bandas"                              | 12 de agosto de 2016 07 de outubro de 2016    | 255                |
| 116       | 56            | "Franky e Brigitte, A Nova presidente da Egg" "Franky y Brigitte, La nueva presidenta de Egg" | 15 de agosto de 2016 10 de outubro de 2016    | 256                |
| 117       | 57            | "Franky é um androide?" "¿Franky es un androide?"                                             | 16 de agosto de 2016 11 de outubro de 2016    | 257                |
| 118       | 58            | "Franky e a aceitação dos androides" "Franky y la aceptación de los androides"                | 17 de agosto de 2016 12 de outubro de 2016    | 258                |
| 119       | 59            | "O Fim de Franky e seus androides" "El final de Franky y sus androides"                       | 18 de agosto de 2016 13 de outubro de 2016    | 259                |
| 120       | 60            | "Franky capturada e sem saída" "Franky atrapada sin salida"                                   | 19 de agosto de 2016 14 de outubro de 2016    | 260                |
| 2ª Parte  |               |                                                                                               |                                               |                    |
| 121       | 61            | "Franky e a androide misteriosa" "Franky y la androide misteriosa"                            | 24 de outubro de 2016 31 de outubro de 2016   | 261                |
| 122       | 62            | "Franky no Talk Show" "Franky en el Talk Show"                                                | 25 de outubro de 2016 01 de novembro de 2016  | 262                |
| 123       | 63            | "Franky Volta Ao colégio" "Franky regressa al colegio"                                        | 26 de outubro de 2016 02 de novembro de 2016  | 263                |
| 124       | 64            | "Franky entre certo e o errado" "Franky entre el bien y el mal"                               | 27 de outubro de 2016 03 de novembro de 2016  | 264                |
| 125       | 65            | "Um androide para Franky" "Un androide para Franky"                                           | 28 de outubro de 2016 04 de novembro de 2016  | 265                |
| 126       | 66            | "Franky em busca da memória perdida" "Franky en busca de la memoria perdida"                  | 31 de outubro de 2016 07 de novembro de 2016  | 266                |
| 127       | 67            | "Franky e a androide espiã" "Franky y el androide espía"                                      | 01 de novembro de 2016 08 de novembro de 2016 | 267                |
| 128       | 68            | "Franky tem um tique nervoso" "Franky tiene un tic"                                           | 02 de novembro de 2016 09 de novembro de 2016 | 268                |
| 129       | 69            | "Franky e o backup errado" "Franky y el Backup equivocado"                                    | 03 de novembro de 2016 10 de novembro de 2016 | 269                |
| 130       | 70            | "Franky e Christian juntos outra vez" "Franky y Christian, juntos de nuevo"                   | 04 de novembro de 2016 11 de novembro de 2016 | 270                |
| 131       | 71            | "Franky, um androide leal" "Franky, un androide leal"                                         | 07 de novembro de 2016 14 de novembro de 2016 | 271                |
| 132       | 72            | "Franky e a formatura dos androides" "Franky y la graduación de los androides"                | 08 de novembro de 2016 15 de novembro de 2016 | 272                |
| 133       | 73            | "Franky à procura de Luz" "Franky en busca de Luz"                                            | 09 de novembro de 2016 16 de novembro de 2016 | 273                |
| 134       | 74            | "Franky e o vírus da mentira" "Franky y el virus de la mentira"                               | 10 de novembro de 2016 17 de novembro de 2016 | 274                |
| 135       | 75            | "Franky e Clara no passado (Parte 1)" "Franky y Clara en el pasado (Parte 1)"                 | 11 de novembro de 2016 18 de novembro de 2016 | 275                |
| 136       | 76            | "Franky e Clara no passado (Parte 2)" "Franky y Clara en el pasado (Parte 2)"                 | 14 de novembro de 2016 21 de novembro de 2016 | 276                |
| 137       | 77            | "Franky boneca" "Franky muñeca"                                                               | 15 de novembro de 2016 22 de novembro de 2016 | 277                |
| 138       | 78            | "Franky e a greve dos pais" "Franky y la huelga de padres"                                    | 16 de novembro de 2016 23 de novembro de 2016 | 278                |
| 139       | 79            | "Franky e Christian... Androide" "Franky y Christian... Androide"                             | 17 de novembro de 2016 24 de novembro de 2016 | 279                |
| 140       | 80            | "Quem criou o Christian androide?" "¿Quién creó a Christian Androide?"                        | 18 de novembro de 2016 25 de novembro de 2016 | 280                |
| 141       | 81            | "Franky e o aplicativo do sonho" "Franky y la app del sueño"                                  | 21 de novembro de 2016 28 de novembro de 2016 | 281                |
| 142       | 82            | "Franky e os androides enfermeiros" "Franky y los androides enfermeros"                       | 22 de novembro de 2016 29 de novembro de 2016 | 282                |
| 143       | 83            | "Franky e as eleições" "Franky y las elecciones"                                              | 23 de novembro de 2016 30 de novembro de 2016 | 283                |
| 144       | 84            | "Franky e o eprédio mal-assombrado" "Franky y el edificio embrujado"                          | 24 de novembro de 2016 01 de dezembro de 2016 | 284                |
| 145       | 85            | "Franky e a viagem das mães" "Franky y el viaje de las madres"                                | 25 de novembro de 2016 02 de dezembro de 2016 | 285                |
| 146       | 86            | "Franky recupera a memória" "Franky recupera la memoria"                                      | 28 de novembro de 2016 05 de dezembro de 2016 | 286                |
| 147       | 87            | "Franky animadora de festas infantil" "Franky animadora infantil"                             | 29 de novembro de 2016 06 de dezembro de 2016 | 287                |
| 148       | 88            | "Franky e cupins devoradores de metal" "Franky y las termitas devorametales"                  | 30 de novembro de 2016 07 de dezembro de 2016 | 288                |
| 149       | 89            | "Franky corre o risco de desaparecer" "Franky en peligro de desaparecer"                      | 01 de dezembro de 2016 08 de dezembro de 2016 | 289                |
| 150       | 90            | "Franky, Loli e Tamara: super detetives" "Franky, Loli y Támara: súper detectives"            | 02 de dezembro de 2016 09 de dezembro de 2016 | 290                |
| 151       | 91            | "Franky e o arquivo confidencial" "Franky y el archivo confidencial"                          | 05 de dezembro de 2016 12 de dezembro de 2016 | 291                |
| 152       | 92            | "Franky, uma amiga incondicional" "Franky, una amiga incondicional"                           | 06 de dezembro de 2016 13 de dezembro de 2016 | 292                |
| 153       | 93            | "Franky e viagem de formatura (Parte 1)" "Franky y el viaje de graduación (Parte 1)"          | 07 de dezembro de 2016 14 de dezembro de 2016 | 293                |
| 154       | 94            | "Franky e viagem de formatura (Parte 2)" "Franky y el viaje de graduación (Parte 2)"          | 08 de dezembro de 2016 15 de dezembro de 2016 | 294                |
| 155       | 95            | "Franky: A verdade vem à tona" "Franky: La verdad sale a la Luz"                              | 09 de dezembro de 2016 16 de dezembro de 2016 | 295                |
| 156       | 96            | "Franky volta para o futuro" "Franky vuelve al futuro"                                        | 12 de dezembro de 2016 19 de dezembro de 2016 | 296                |
| 157       | 97            | "Franky em busca do protótipo perdido" "Franky en busca del prototipo perdido"                | 13 de dezembro de 2016 20 de dezembro de 2016 | 297                |
| 158       | 98            | "Franky e Luz unidas para sempre" "Franky y Luz unidas para siempre"                          | 14 de dezembro de 2016 21 de dezembro de 2016 | 298                |
| 159       | 99            | "Franky e a batalha final (Parte 1)" "Franky y la batalla final (Parte 1)"                    | 15 de dezembro de 2016 22 de dezembro de 2016 | 299                |
| 160       | 100           | "Franky e a batalha final (Parte 2)" "Franky y la batalla final (Parte 2)"                    | 16 de dezembro de 2016 23 de dezembro de 2016 | 300                |